# پابلو کاوایرو
پابلو کاوایرو (اسپانیایی: Pablo Cavallero‎؛ زادهٔ ۱۳ آوریل ۱۹۷۴) دروازه‌بان فوتبال اهل آرژانتین است. 

## باشگاهی
از باشگاه‌هایی که در آن بازی کرده‌است می‌توان به سلتاویگو، اسپانیول، ولزسارسفیلد و لوانته اشاره کرد.

## تیم ملی
وی همچنین در تیم ملی فوتبال آرژانتین بازی کرده و در دو جام جهانی ۱۹۹۸ و ۲۰۰۲ در این تیم حضور داشت.